# RosUkrEnergo
RosUkrEnergo – spółka zajmująca się hurtowym handlem surowcami energetycznymi (głównie gazem ziemnym z Azji Środkowej), działająca na Ukrainie od lipca 2004.
Władze rosyjskie i ukraińskie ustaliły, że ich przedstawicielami w spółce będą wielkie instytucje finansowe - ze strony rosyjskiej AB Gazprombank, a ze strony ukraińskiej Raiffeisen Inwestment AG.
Po rosyjsko-ukraińskim konflikcie gazowym w 2009 roku spółka została wyeliminowana z pośrednictwa handlu gazem m.in. z Polską (od 27 stycznia 2009 r.), spowodowało to spadek dostaw gazu do Polski oraz konieczność podjęcia rozmów o aneksie do umowy z Gazpromem